# Mamporal
Mamporal – miasto w Wenezueli, w stanie Miranda.